# Secretaría de Integración Social y Urbana
La Secretaría de Integración Social y Urbana es el organismo encargado llevar adelante el proyecto de integración del Barrio Padre Carlos Mugica (ex Villa 31). Fue creado en el año 2015 y actualmente depende del Ministerio de Desarrollo Humano y Hábitat. 
Su objetivo principal es que el Barrio Mugica sea uno más de la Ciudad de Buenos Aires, en todos sus aspectos. Desde lo urbano remite a las obras de infraestructura y servicios, los espacios públicos, calles y la movilidad. Desde el componente social abarca la educación, salud, cultura y el desarrollo económico. Y en el punto medio entre ambos, la cuestión del hábitat y la vivienda.
La Secretaría está dividida en dos partes: Subsecretaría de Infraestructura, Vivienda y Coordinación Gubernamental, a cargo de las obras, y la Subsecretaría de Integración Social y Económica, a cargo de las políticas de educación, salud, género, integración comunitaria y, claro está, de desarrollo económico